# Калайджян, Аркадий Арташесович
Аркадий Арташесович Калайджян (1 декабря 1992, Сочи, Краснодарский край) — российский футболист, защитник.

## Биография
Воспитанник сочинской ДЮСШ № 7. В 2009 году начал выступать за второй состав «Жемчужины» в ЛФЛ, затем играл в молодёжном первенстве за дубль московского «Локомотива» (1 матч) и краснодарской «Кубани» (30 матчей, 1 гол).
В профессиональном футболе дебютировал летом 2013 года в составе армавирского «Торпедо» во втором дивизионе России. Позднее играл за «Сочи» и московский «Арарат» во втором дивизионе. В сезоне 2018/19 был в составе клуба «Сочи», выступавшего тогда в ФНЛ, но ни разу не вышел на поле. Также в середине 2010-х годов играл в матчах чемпионата Абхазии за «Гагру».
Летом 2019 года перешёл в ереванский «Арарат». Дебютный матч в чемпионате Армении сыграл 2 августа 2019 года против «Еревана».